# Біткіно
Бі́ткіно (рос. Биткино) — присілок у складі Артинського міського округу Свердловської області.
Населення — 183 особи (2010, 219 у 2002).
Національний склад станом на 2002 рік: татари — 95 %.